# Stationshalter
Stationshalter sind Personen, die von den Bahnen geschlossene Schweizer Bahnhöfe in eigener Regie auf privater Basis weiter betreiben. 

## Konzept
Die Stationshalter betreiben einen Bahnhof auf eigene Rechnung. Auf den Billettverkauf erhalten sie von den SBB eine Provision. Dafür müssen sie ein Billettdruckgerät Prisma 2 von den SBB mieten.
Weil der Fahrkartenverkauf oft nicht zum Überleben reicht, wird der Fahrkartenverkauf meistens mit einer anderen Tätigkeit, wie Reisebüro, Kiosk, Cafeteria, Buchdruckerei, Velowerkstatt, Stützunterricht für Schüler usw. verbunden. 
Stationshalter versuchen auf ihren Bahnhöfen einen kundenfreundlichen und kompetenten Service zu bieten. Das Ziel der Stationshalter ist, dass an möglichst vielen Standorten, wo der Bahnhof aus wirtschaftlichen Gründen von den Bahnen nicht weiterbetrieben wird, die Dienstleistungen weiter angeboten werden können.
Außerdem sorgen die Stationshalter für Ordnung auf dem Bahnhof und Informieren die Reisenden bei Störungen. Fahrdienst dürfen die meisten Stationshalter nicht mehr ausüben.

## Organisation
Die Stationshalter waren bis 2005 in einem Verein organisiert. 2005 haben sie sich mit ProBahn Schweiz zusammengeschlossen. Dieses zum einen aus finanziellen und Administrativen Gründen, andererseits können so die Interessen besser vertreten werden.

## Standorte
Stationshalter-Bahnhöfe existieren in folgenden Orten:
| - Airolo - Bazenheid - Birmensdorf - Bonaduz - Dornach - Elgg - Ermatingen | - Giubiasco - Grüsch - Islikon - Jenins - Nottwil - Ossingen - Rorschach Hafen | - Rubigen - Schänis - St. Gallen – Bruggen - Tecknau - Zürich – Wipkingen |